# Міністерство у справах споживачів (Іспанія)
Міністерство у справах споживачів Іспанії — це департамент уряду Іспанії, відповідальний за політику щодо захисту та захисту прав споживачів, а також регулювання, санкцій, нагляду, контролю та азартних ігор на державному рівні.
Департамент створено прем'єр-міністром Педро Санчесом як частину уряду Санчеса II, і це перший випадок, коли міністерство створили для захисту прав споживачів. Воно взяло на себе обов'язки Міністерства охорони здоров'я, споживачів та соціального захисту щодо питань споживачів; а також відповідальність Міністерства фінансів з питань азартних ігор. Міністерством керує міністр у справах споживачів, з 13 січня 2020 року це Альберто Гарсон.

## Структура
Структура міністерства така:
- Генеральний секретаріат у справах споживачів та азартних ігор
  - Генеральний директорат з питань споживачів
    - Заступник Генерального директорату з питань координації, якості та споживчої кооперації
    - Заступник Генерального директорату з питань арбітражу та прав споживачів

  - Генеральний директорат з регулювання азартних ігор
    - Заступник Генерального директорату з регулювання азартних ігор
    - Заступник Генерального директорату з азартних ігор
- Підсекретаріат у справах споживачів
  - Технічний генеральний секретаріат

## Агентства та інші органи
- Іспанське агентство з безпеки харчових продуктів та харчування
- Центр досліджень та контролю якості
- Консультативна рада з відповідальних ігор
- Національна комісія по боротьбі з маніпуляціями зі спортивними змаганнями та шахрайством із ставками.